# カボック・エア
カボック・エア（CAVOK Air）もしくはカボック航空（CAVOK Airlines）とは、ウクライナに拠点を置く航空会社である。貨物チャーターとサービスを運営している。

## 歴史
カボック航空は2011年に設立され、ウクライナの航空運送事業許可を受けた後、2012年4月26日に運航を開始した。運航許可は全世界を対象としている。

## 目的地
チャーター便のみが提供され、一部は臨時便である。カボック航空の航空機は、多くの場合、ドイツに着陸する。ライプツィヒ・ハレ空港では、最大4つのAn-12の拠点を維持している。定期便は提供していない。

## 保有機材
- An-12B